# Hindrek Ojamaa
Hindrek Ojamaa (* 12. Juni 1995 in Tallinn) ist ein estnischer Fußballspieler. Er spielt in der Abwehr vorzugsweise als Innenverteidiger, kann aber auch als Rechtsverteidiger eingesetzt werden.

## Karriere

### Verein
Hindrek Ojamaa spielte in seiner Jugend zunächst für JK Kotkas, bevor er Anfang 2007 in die C-Jugend von FC Levadia Tallinn wechselte. Dort durchlief er dann alle anderen Jugendauswahlmannschaften. Anfang 2011 absolvierte er die Vorbereitung auf die Saison mit der zweiten Mannschaft von Levadia. Dort konnte er überzeugen, sodass er schon am 3. April 2011, dem 5. Spieltag der Saison 2011, im Alter von fünfzehn Jahren, neun Monaten und einundzwanzig Tagen unter Trainer Argo Arbeiter zu seinem Debüt in der Esiliiga, der zweithöchsten estnischen Fußball-Spielklasse, kam, als er im Auswärtsspiel gegen FC Lootus Kohtla-Järve (2:1) in der Halbzeit für Valjo Kütt eingewechselt wurde. In den folgenden Spielen konnte er sich in der Mannschaft etablieren. Seine guten Leistungen beeindruckten auch Sergei Hohlov-Simson, den Trainer der Profimannschaft. So kam Ojamaa am 10. September 2011, dem 27. Spieltag der Saison 2011, im Alter von sechzehn Jahren, zwei Monaten und achtundzwanzig Tagen zu seinem Debüt in der Meistriliiga, der höchsten estnischen Fußball-Spielklasse, als er im Heimspiel gegen FC Ajax Lasnamäe (6:0) in der Halbzeit für Aleksandr Kulinitš eingewechselt wurde. Sein erstes Tor in der Meistriliiga erzielte Ojamaa drei Tage später am 28. Spieltag im Auswärtsspiel gegen FC Ajax Lasnamäe (7:0) in der 73. Minute zum zwischenzeitlichen 5:0, nachdem er in der 70. Minute für Artjom Artjunin eingewechselt wurde. Durch seine starken Leistungen in der Meistriliiga wurde Ojamaa im Mai 2012 vom englischen Premier League Verein Stoke City zum Probetraining eingeladen, um sich dort für einen Vertrag zu empfehlen. Im Februar 2013 unterschrieb er einen Vertrag beim amtierenden estnischen Meister dem FC Nõmme Kalju. Dort kam er jedoch nur zu einem Ligaspieleinsatz. In der Folge spielte er beim JK Tammeka Tartu, um im Jahr 2015 zurück nach Tallinn zum FC Levadia zu kommen.

### Nationalmannschaft
Nach dem Wechsel zu Levadia wurde sein Talent auch von estnische Fußballverband entdeckt. Seit 2009 durchlief er ab der U-15 alle Jugendauswahlmannschaften.

## Privates
Hindrek Ojamaa ist der jüngere Bruder des Fußballprofis Henrik Ojamaa, der zurzeit beim FC Motherwell unter Vertrag steht und früher u. a. bei Alemannia Aachen spielte.